# Máfia australiana
A expressão máfia australiana faz referência a diversas organizações criminosas que atuam na Austrália que, em sua maioria, possuem origem italiana.